# Cimetière paysager
Ne doit pas être confondu avec Cimetière naturel ou Cimetière boisé.

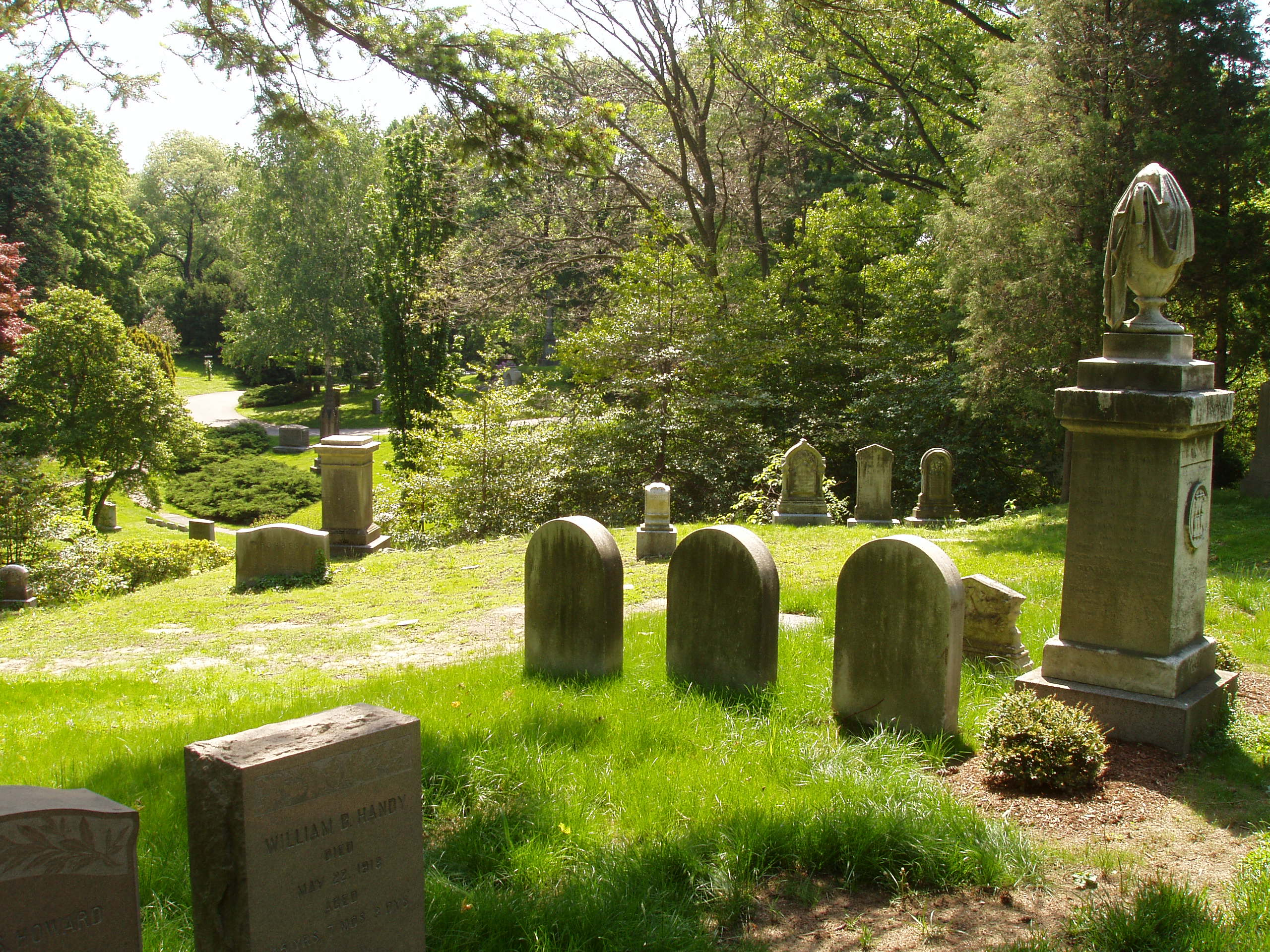
Le cimetière de Mount Auburn à proximité de Boston aux États-Unis est le plus vieux cimetière paysager d'Amérique du Nord.

Un cimetière paysager, cimetière-jardin ou cimetière végétalisé est un type de cimetière où l'occupation végétale est plus importante que l'occupation minérale. Il a néanmoins des caractéristiques plus prononcées d'un jardin à l'anglaise que d'un véritable bois, auquel cas l'on parle d'un cimetière boisé.

## Caractéristiques
Les termes « cimetière paysager » ou « cimetière végétalisé » sont plutôt employés en Europe tandis que le terme « cimetière-jardin » est courant en Amérique du Nord francophone.
Les cimetières paysagers ont souvent en commun d'avoir des allées accidentées et non quadrillées, enherbées et arborées et d'être éventuellement composé de mares, de fontaines, de monticules, de ruisseaux. La biodiversité des essences arboricoles est également un critère important. Cela suppose parfois certaines contraintes supplémentaires comme le dimensionnement des tombes, le fleurissement des tombes avec des plantes vivaces ou annuelles et l'absence d'article funéraire.

## Histoire
Les jardins anglais de l'époque géorgienne comportaient parfois un cénotaphe qui faisait déjà allusion à la mémoire des morts, mais sans toutefois renfermer une dépouille.
Pendant la révolution industrielle et du fait de l'explosion démographique qu'elle a engendrée, les aîtres et les cimetières urbains ont été transférés à l'extérieur des centres urbains pour faire de la place et par mesure d'hygiène. On disposait donc du plus de place pour aménager ces nouveaux lieux de sépultures et certaines paroisses ou institutions ont demandé les services de paysagistes pour embellir ces lieux de repos éternels.
Vers la fin du XVIIIe siècle, dans le contexte révolutionnaire en France, les pratiques funéraires se laïcisent et les influences du classicisme des Lumières et de la poésie romantique se font sentir dans l'architecture même des cimetières. Un des premiers exemples connus de cimetière paysager est le cimetière du Père-Lachaise à Paris conçu par l'architecte néo-classique Alexandre-Théodore Brongniart sur le modèle des jardins à l'anglaise et ouvert en 1805. 
Le premier cimetière jardin d'Amérique du Nord est directement inspiré par le Père-Lachaise. Il s'agit du cimetière de  Mount Auburn près de Boston conçu par le botaniste Jacob Bigelow et le général Dearborn de la Société d'horticulture du Massachusetts. Il est ouvert le 24 septembre 1831 et devient un modèle pour de nombreux cimetières de la Nouvelle-Angleterre puis dans tout le pays. L'inauguration de ces cimetières-jardins était célébrée par des cérémonies de dédicace semblables dont le but avoué était de créer une République chrétienne en liant ces lieux saints entre eux.
Le premier cimetière-jardin du Canada est le cimetière Mount Hermon ouvert le 11 février 1848. La commission des biens culturels du Québec a défini le cimetière-jardin comme suit :

« espace vert et ouvert dont l’aménagement respecte habituellement l’orographie naturelle du lieu, que les chemins et sentiers qui permettent de le parcourir présentent un tracé naturaliste. La nature y est utilisée comme justification analogique de la mort »

— Conseil du patrimoine culturel du Québec
Le cimetière d'Abney Park dans le quartier Stoke Newington à Londres est le premier cimetière paysager inspiré du cimetière Mount-Auburn. Il fait partie des « sept cimetières magnifiques » (Magnificent Seven) de la capitale britannique.
Parmi les premiers cimetières paysager créés dans l'Europe germanophone, on compte le cimetière du Sud ouvert en 1869 à Kiel, le cimetière de Rienberg à Brême en 1875, le cimetière central de Friedrichsfelde à Berlin ouvert en 1881, le cimetière du Sud à Leipzig ouvert en 1881 ou le cimetière d'Ohlsdorf à Hambourg.
La cimetière de Mount Auburn devient rapidement populaire, à la fois pour les inhumation et le loisir du public, attirant les locaux et les touristes des États-Unis et de l'Europe. Ensuite, de nombreux cimetières américains supplémentaires sont développés sur ce modèle, comme le cimetière de Mount Hope en 1834 à Bangor dans le Maine ou le cimetière de la vallée en 1840 à Manchester dans le New Hampshire.